# Férfi gerelyhajítás a 2013. évi nyári európai ifjúsági olimpiai fesztiválon
A 2013. évi nyári európai ifjúsági olimpiai fesztiválon az atlétikai versenyszámok közül a férfi gerelyhajítást július 18.-án rendezték Utrechtben.

## Döntő
| H     | Név                   | Nemzet           | 1     | 2     | 3     | 4     | 5     | 6     | E     | Mj |
| ----- | --------------------- | ---------------- | ----- | ----- | ----- | ----- | ----- | ----- | ----- | -- |
| Arany | Emin Oncel            | Törökország      | 64.75 | 66.90 | 65.31 | 67.61 | 68.50 | 67.52 | 68.50 |    |
| Ezüst | Jyri Isokaanta        | Finnország       | 66.96 | 59.00 | 59.43 | 60.57 | 64.07 | 61.21 | 66.96 |    |
| Bronz | Patriks Gailums       | Lettország       | 56.45 | 65.73 | 59.66 | 57.60 | 53.56 | 58.67 | 65.73 |    |
| 4.    | Prima Balázs          | Magyarország     | 57.74 | 59.64 | X     | 63.83 | X     | X     | 63.83 |    |
| 5.    | Kylian Dokter         | Hollandia        | 49.20 | 62.37 | 57.08 | 59.80 | X     | 60.59 | 62.37 |    |
| 6.    | Valery Izotau         | Fehéroroszország | X     | 53.26 | 52.76 | 60.16 | X     | X     | 60.16 |    |
| 7.    | Oleksandr Zvizdetskyi | Ukrajna          | 52.64 | 57.33 | 57.58 | 55.28 | 59.15 | X     | 59.15 |    |
| 8.    | Colin Wirz            | Svájc            | 57.49 | X     | 51.65 | X     | 56.12 | X     | 57.49 |    |
| 9.    | Vincent Laporte       | Belgium          | 52.15 | 49.07 | 50.13 |       |       |       | 52.15 |    |
| 10.   | Sigthor Helgason      | Izland           | X     | 51.20 | X     |       |       |       | 51.20 |    |
| -     | Rok Balantic          | Szlovénia        | X     | X     | X     |       |       |       | -     | NM |